# Howard-Williams Point
Howard-Williams Point är en udde i Antarktis. Den ligger i Östantarktis. Nya Zeeland gör anspråk på området.
Terrängen inåt land är platt österut, men västerut är den kuperad.  Trakten är obefolkad. Det finns inga samhällen i närheten.